# Fisch & Fang

Ehemaliges Logo der Zeitschrift

Das Magazin Fisch & Fang ist eine deutschsprachige, im Paul Parey Zeitschriftenverlag, Singhofen/Taunus, monatlich erscheinende Special-Interest-Zeitschrift für Angler. Chefredakteur ist Henning Stühring.
Die Zeitschrift Fisch & Fang wurde 1960 gegründet und ist Deutschlands ältestes Anglermagazin (Verlagsauskunft). Das Heft beinhaltet Berichte über Gerät, Ausrüstung, Gewässer und Fänge. Für die Abonnenten gibt es die Möglichkeit Videos, zu Inhalten der Zeitschrift, über das Internetportal ParayGo zu streamen. Der Streamingdienst löst seit Anfang 2020 eine, bis dahin dem Heft beiliegende, DVD ab.

## Auflage
Die verbreitete Auflage liegt bei 70.142 Exemplaren, davon 41.162 im Abonnement. Insgesamt erreicht die Zeitschrift rund 480.000 Leser.